# Smotrycz (osiedle)
Smotrycz (ukr. Смотрич) – osiedle typu miejskiego na Ukrainie w rejonie dunajowieckim obwodu chmielnickiego. Położone przy ujściu rzeczki Jaromirki do Smotrycza.

## Historia
Według latopisów ruskich istniał już w XII wieku. Zniszczony w 1240. Za Aleksandra Koriatowicza Smotrycz był stolicą księstwa. 17 marca 1375 Aleksander wydał w 1378 przywilej dla dominikanów smotryckich, zabitych przez Tatarów; pochowany został w ich kościele. W 1448 Smotrycz otrzymuje od Kazimierza Jagiellończyka prawo magdeburskie. Doszczętnie zniszczony przez wojny kozackie, bo w roku 1665 liczył tylko 50 ludzi osiadłych. Dawniej Smotrycz należał do powiatu kamienieckiego.
Od 1597 r. dominikanie ze Smotrycza prowadzili w pobliskiej wsi Tynna sanktuarium maryjne, które stało się miejscem licznych pielgrzymek.
Miasto królewskie, położone w pierwszej połowie XVII wieku w województwie podolskim.
Podczas okupacji hitlerowskiej, w czerwcu 1941 roku Niemcy utworzyli getto dla żydowskich mieszkańców. Przebywało w nim około 1000 osób. W lecie 1942 roku Niemcy zlikwidowali getto, a Żydów wywieziono do getta w Kamieńcu Podolskim, a następnie wymordowano.
Na początku lat 2000 badacze odnaleźli w Dunajowcach starą srebrną gotycką monetę (1 g) z napisem w języku łacińskim „SMOTRIC”, „CONSTATIN”.
W 2017 r. placówkę w Smotryczu otworzyły siostry szarytki z Polski, które po inwazji Rosji prowadzą tu wszechstronną pomoc dla uchodźców.

## Zabytki

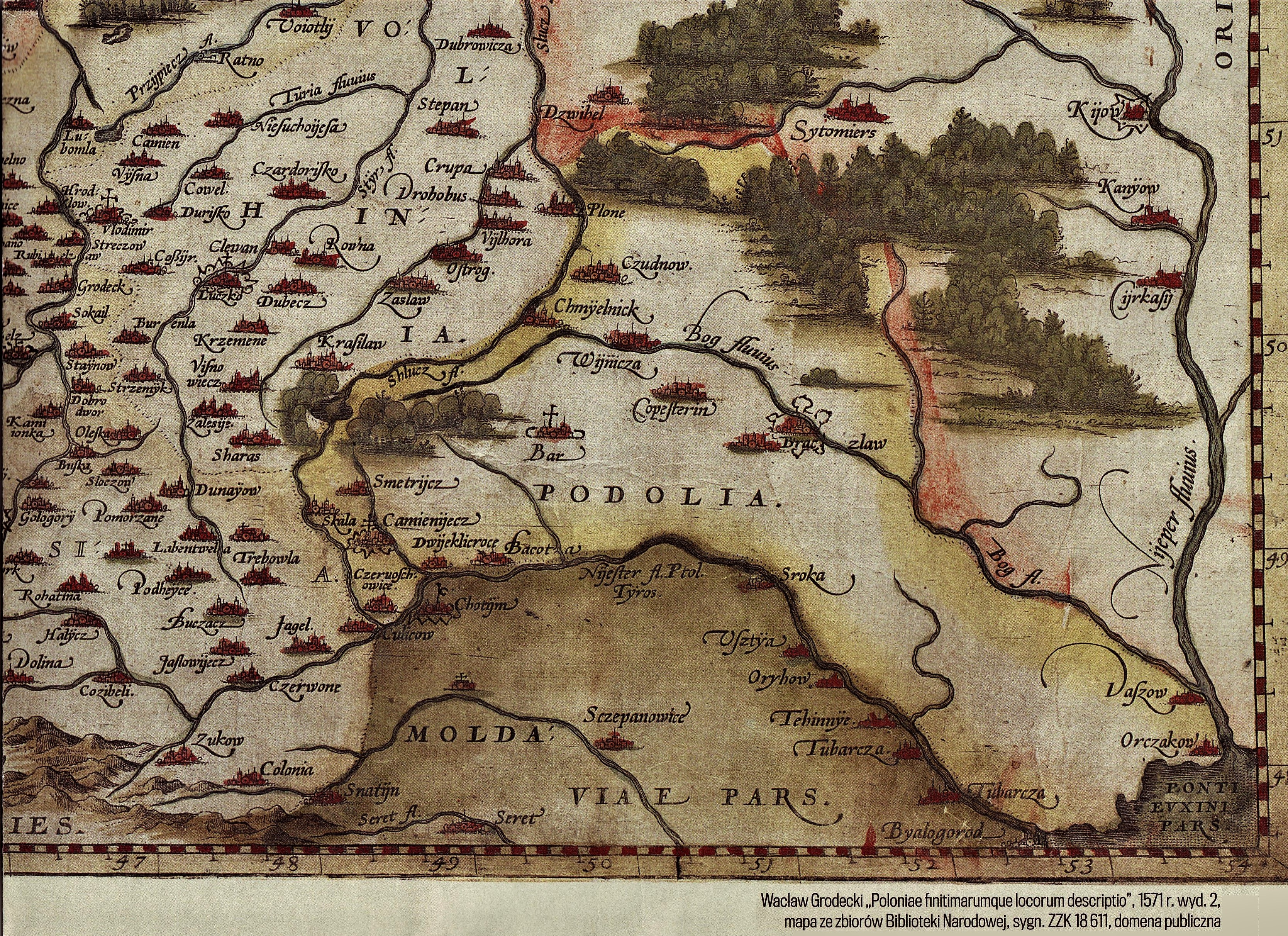
Smotrycz na mapie Wacława Grodeckiego, Poloniae finitimarumgue locarum descriptio

- zamek – na swoją siedzibę obrali sobie tę warownię Jerzy i Aleksander Koriatowicze[8]. Po opowiedzeniu się Podola po stronie Korony Polskiej zamek był oblegany nieskutecznie w 1430 roku przez litewskiego księcia Świdrygiełłę[9]. W roku 1518 na mocy przywileju Zygmunta Starego Smotrycz zostaje na dwa lata zwolniony w celu odbudowania ponownie zniszczonego zamku. Po najazdach Tatarów zamek został zniszczony[8],
- pałac Potockich z XIX w. (w ruinie)[10],
- murowany kościół dominikanów pw. św. Mikołaja, wybudowany w latach 1786-1821 na miejscu drewnianego[8], zamieniony w ramach represji po Powstaniu Listopadowym na kościół parafialny, konsekrowany przez biskupa Franciszka Mackiewicza w 1837 r., zamknięty w 1935 r., oddany wiernym w 1990 r., rok później przekazany ojcom pasjonistom, którzy w latach następnych przeprowadzili całościowy remont kościoła oraz wybudowali klasztor i dom rekolekcyjny[11].

## Urodzeni
- Kazimierz Nosalewski – polski ksiądz i senator II RP
- Melecjusz Smotrycki – biskup unicki w I RP

## Związani ze Smotryczem
- Teodor Potocki - poseł, konfederat barski, generał-major, wojewoda bełski.
- Adam Potocki – pułkownik wojsk polskich Księstwa Warszawskiego.

## Starostowie smotryccy
- Wilhelm Rippe (Ryppe, Rype, Rypp) – podkomorzy parnawski, komendant zamku w Kamieńcu na Podolu[12]